# Copa Colombia 2020
Die Copa Colombia 2020, nach dem Sponsor BetPlay auch 2020 Copa BetPlay Dimayor genannt, war eine Austragung des kolumbianischen Pokalwettbewerbs im Fußball der Herren. Am Pokalwettbewerb nahmen alle Mannschaften der Categoría Primera A und der Categoría Primera B teil. Vorjahressieger war Independiente Medellín.
Pokalsieger wurde erneut Independiente Medellín, das seinen Titel im Finale gegen Deportes Tolima im Elfmeterschießen erfolgreich verteidigen konnte. Independiente Medellín qualifiziert sich damit für Copa Sudamericana 2022.
Am 13. März 2020 beschloss der Verband Dimayor gemeinsam mit den teilnehmenden Klubs, den Pokal ähnlich sowie die Categoría Primera A und Categoría Primera B wegen der Covid-19-Pandemie zu unterbrechen. Am 23. September 2020 wurde der Pokal fortgesetzt.

## Modus
Der Modus war wieder wie der Modus bei der Copa Colombia 2018. Der Pokal findet komplett im K.-o.-System statt. In der ersten und zweiten Runde treffen die 16 Teams der zweiten Liga mit Hin- und Rückspiel aufeinander. In der dritten Runde spielen die vier siegreichen Zweitligisten der zweiten Runde mit den zwölf Erstligisten, die nicht am internationalen Wettbewerb teilnehmen. Im Achtelfinale kommen dann die international startenden Mannschaften (Junior, América de Cali, Deportes Tolima, Independiente Medellín, Deportivo Cali, Atlético Nacional, Millonarios  und Deportivo Pasto) hinzu.
Am 9. September kündigte der Verband an, ab dem Achtelfinale statt der geplanten Hin- und Rückspiele nur ein K.-o.-Spiel auszutragen. Zudem qualifiziert sich der Pokalsieger für die Copa Sudamericana 2022 und nicht wie ursprünglich geplant für die Copa Libertadores 2021.

## Teilnehmer
Die folgenden Vereine nahmen an der Copa Colombia 2020 teil.
| Categoría Primera A    | Categoría Primera B  |
| ---------------------- | -------------------- |
| Alianza Petrolera      | Atlético FC          |
| América de Cali        | Barranquilla FC      |
| Atlético Bucaramanga   | Bogotá FC            |
| Atlético Nacional      | Atlético Huila       |
| Boyacá Chicó           | Boca Juniors de Cali |
| Cúcuta Deportivo       | Cortuluá             |
| Deportivo Pereira      | Deportes Quindío     |
| Deportes Tolima        | Fortaleza FC         |
| Deportivo Cali         | Leones FC            |
| Deportivo Pasto        | Llaneros FC          |
| Envigado FC            | Orsomarso SC         |
| Independiente Medellín | Real Cartagena       |
| Independiente Santa Fe | Real San Andrés      |
| Jaguares de Córdoba    | Tigres FC            |
| Junior                 | Valledupar FC        |
| La Equidad             | Unión Magdalena      |
| Millonarios            |                      |
| Once Caldas            |                      |
| Patriotas Boyacá       |                      |
| Rionegro Águilas       |                      |

## 1. Runde
In der ersten Runde treffen die 16 Zweitligisten aufeinander. Dabei wurden die acht bestplatzierten Teams der Gesamttabelle 2019, die nicht aufgestiegen waren, gegen die weiteren sechs Teams sowie die zwei Absteiger aus der ersten Liga (Unión Magdalena und Atlético Huila) gelost. Die besserplatzierten Teams hatten im Rückspiel Heimrecht.
|                      | Gesamt          |                  | Hinspiel | Rückspiel |
| -------------------- | --------------- | ---------------- | -------- | --------- |
| Real San Andrés      | 2:2 (4:1 i. E.) | Cortuluá         | 1:1      | 1:1       |
| Atlético FC          | 2:3             | Real Cartagena   | 1:2      | 1:1       |
| Valledupar FC        | 0:4             | Deportes Quindío | 0:2      | 0:2       |
| Boca Juniors de Cali | 1:1 (1:3 i. E.) | Leones FC        | 0:0      | 1:1       |
| Unión Magdalena      | 4:3             | Bogotá FC        | 3:0      | 1:3       |
| Orsomarso SC         | 2:2 (3:4 i. E.) | Fortaleza FC     | 1:2      | 1:0       |
| Barranquilla FC      | 0:3             | Tigres FC        | 0:1      | 0:2       |
| Atlético Huila       | 4:2             | Llaneros FC      | 0:2      | 4:0       |

## 2. Runde
An der zweiten Runde nehmen die acht Sieger der ersten Runde teil. Die jeweilige Mannschaft, die in der ersten Runde mehr Punkte erzielt hat, hat im Rückspiel Heimrecht.
|                | Gesamt          |                  | Hinspiel | Rückspiel |
| -------------- | --------------- | ---------------- | -------- | --------- |
| Atlético Huila | 1:3             | Real San Andrés  | 1:1      | 0:2       |
| Real Cartagena | 1:1 (3:5 i. E.) | Tigres FC        | 0:0      | 1:1       |
| Fortaleza FC   | 0:2             | Deportes Quindío | 0:1      | 0:1       |
| Leones FC      | 4:2             | Unión Magdalena  | 1:1      | 3:1       |

## 3. Runde
An der dritten Runde nehmen die vier Sieger der zweiten Runde sowie die zwölf Mannschaften der Categoría Primera A 2019, die nicht an internationalen Wettbewerben teilnehmen, teil. Den vier bestplatzierten Mannschaften der Gesamttabelle der Categoría Primera A 2019 und den vier Siegern der zweiten Runde wurden die acht übrigen Mannschaften anhand des Platzes in der Gesamttabelle 2019 zugeteilt.
|                      | Gesamt          |                   | Hinspiel | Rückspiel |
| -------------------- | --------------- | ----------------- | -------- | --------- |
| Boyacá Chicó         | 2:3             | Real San Andrés   | 1:1      | 1:2       |
| Deportivo Pereira    | 2:3             | Tigres FC         | 1:0      | 1:1       |
| Jaguares de Córdoba  | 1:1 (3:4 i. E.) | Deportes Quindío  | 0:1      | 1:0       |
| Rionegro Águilas     | 4:1             | Leones FC         | 2:0      | 2:1       |
| La Equidad           | 3:5             | Cúcuta Deportivo  | 1:2      | 2:3       |
| Atlético Bucaramanga | 2:4             | Alianza Petrolera | 2:0      | 0:4       |
| Envigado FC          | 3:2             | Once Caldas       | 3:0      | 0:2       |
| Patriotas Boyacá     | 3:4             | Santa Fe          | 1:3      | 2:1       |

## Turnierbaum
|  | Achtelfinale           | Achtelfinale |                        |                        | Viertelfinale     | Viertelfinale |  |  | Halbfinale | Halbfinale |  |  | Finale | Finale |
|  |                        |              |                        |                        |                   |               |  |  |            |            |  |  |        |        |
|  |                        |              |                        |                        |                   |               |  |  |            |            |  |  |        |        |
|  | Deportes Quindío       | 1 (5)        |                        |                        |                   |               |  |  |            |            |  |  |        |        |
|  | Deportivo Cali         | 1 (4)        |                        |                        |                   |               |  |  |            |            |  |  |        |        |
|  | Deportivo Cali         | 1 (4)        | Deportes Quindío       | 2                      |                   |               |  |  |            |            |  |  |        |        |
|  |                        |              | Deportes Quindío       | 2                      |                   |               |  |  |            |            |  |  |        |        |
|  |                        |              |                        |                        | Alianza Petrolera | 0             |  |  |            |            |  |  |        |        |
|  | Alianza Petrolera      | 2 (4)        |                        |                        | Alianza Petrolera | 0             |  |  |            |            |  |  |        |        |
|  | Alianza Petrolera      | 2 (4)        |                        |                        |                   |               |  |  |            |            |  |  |        |        |
|  | Millonarios FC         | 2 (3)        |                        |                        |                   |               |  |  |            |            |  |  |        |        |
|  | Millonarios FC         | 2 (3)        | Deportes Quindío       |                        |                   |               |  |  |            |            |  |  |        |        |
|  |                        |              |                        |                        |                   |               |  |  |            |            |  |  |        |        |
|  |                        |              |                        | Independiente Medellín | 0                 |               |  |  |            |            |  |  |        |        |
|  | Deportivo Pereira      | 0            |                        | Independiente Medellín | 0                 |               |  |  |            |            |  |  |        |        |
|  | Deportivo Pereira      | 0            |                        |                        |                   |               |  |  |            |            |  |  |        |        |
|  | Independiente Medellín | 2            |                        |                        |                   |               |  |  |            |            |  |  |        |        |
|  | Independiente Medellín | 2            | Independiente Medellín | 2                      |                   |               |  |  |            |            |  |  |        |        |
|  |                        |              | Independiente Medellín | 2                      |                   |               |  |  |            |            |  |  |        |        |
|  |                        |              |                        |                        | Atlético Junior   | 1             |  |  |            |            |  |  |        |        |
|  | Envigado FC            | 3 (3)        |                        |                        | Atlético Junior   | 1             |  |  |            |            |  |  |        |        |
|  | Envigado FC            | 3 (3)        |                        |                        |                   |               |  |  |            |            |  |  |        |        |
|  | Atlético Junior        | 3 (4)        |                        |                        |                   |               |  |  |            |            |  |  |        |        |
|  | Atlético Junior        | 3 (4)        | Independiente Medellín | 1 (5)                  |                   |               |  |  |            |            |  |  |        |        |
|  |                        |              | Independiente Medellín | 1 (5)                  |                   |               |  |  |            |            |  |  |        |        |
|  |                        |              |                        | Deportes Tolima        | 1 (4)             |               |  |  |            |            |  |  |        |        |
|  | Cúcuta Deportivo       | 0            |                        | Deportes Tolima        | 1 (4)             |               |  |  |            |            |  |  |        |        |
|  | Cúcuta Deportivo       | 0            |                        |                        |                   |               |  |  |            |            |  |  |        |        |
|  | Deportes Tolima (w.o.) | 3            |                        |                        |                   |               |  |  |            |            |  |  |        |        |
|  | Deportes Tolima (w.o.) | 3            | Deportes Tolima        | 2                      |                   |               |  |  |            |            |  |  |        |        |
|  |                        |              | Deportes Tolima        | 2                      |                   |               |  |  |            |            |  |  |        |        |
|  |                        |              |                        |                        | Atlético Nacional | 0             |  |  |            |            |  |  |        |        |
|  | Rionegro Águilas       | 2 (4)        |                        |                        | Atlético Nacional | 0             |  |  |            |            |  |  |        |        |
|  | Rionegro Águilas       | 2 (4)        |                        |                        |                   |               |  |  |            |            |  |  |        |        |
|  | Atlético Nacional      | 2 (5)        |                        |                        |                   |               |  |  |            |            |  |  |        |        |
|  | Atlético Nacional      | 2 (5)        | Deportes Tolima        | 1 (2)                  |                   |               |  |  |            |            |  |  |        |        |
|  |                        |              | Deportes Tolima        | 1 (2)                  |                   |               |  |  |            |            |  |  |        |        |
|  |                        |              |                        | Deportivo Pasto        | 1 (1)             |               |  |  |            |            |  |  |        |        |
|  | Real San Andrés        | 2 (2)        |                        | Deportivo Pasto        | 1 (1)             |               |  |  |            |            |  |  |        |        |
|  | Real San Andrés        | 2 (2)        |                        |                        |                   |               |  |  |            |            |  |  |        |        |
|  | Deportivo Pasto        | 2 (4)        |                        |                        |                   |               |  |  |            |            |  |  |        |        |
|  | Deportivo Pasto        | 2 (4)        | Deportivo Pasto        | 1 (3)                  |                   |               |  |  |            |            |  |  |        |        |
|  |                        |              | Deportivo Pasto        | 1 (3)                  |                   |               |  |  |            |            |  |  |        |        |
|  |                        |              |                        |                        | América de Cali   | 1 (1)         |  |  |            |            |  |  |        |        |
|  | Santa Fe               | 0 (3)        |                        |                        | América de Cali   | 1 (1)         |  |  |            |            |  |  |        |        |
|  | Santa Fe               | 0 (3)        |                        |                        |                   |               |  |  |            |            |  |  |        |        |
|  | América de Cali        | 0 (4)        |                        |                        |                   |               |  |  |            |            |  |  |        |        |

## Achtelfinale
Die acht Sieger der dritten Runde wurden den acht kolumbianischen Teilnehmern an internationalen Wettbewerben zugelost. Heimrecht hatten die acht Sieger der dritten Runde. Wegen des Hurrikans Iota wurde die Partie Real San Andrés gegen Deportivo Pasto um eine Woche verschoben.
| Datum             |                   | Ergebnis        |                        |
| ----------------- | ----------------- | --------------- | ---------------------- |
| 18. November 2020 | Deportes Quindío  | 1:1 (5:4 i. E.) | Deportivo Cali         |
| 18. November 2020 | Envigado FC       | 3:3 (3:4 i. E.) | Atlético Junior        |
| 18. November 2020 | Rionegro Águilas  | 2:2 (4:5 i. E.) | Atlético Nacional      |
| 18. November 2020 | Santa Fe          | 1:1 (3:4 i. E.) | América de Cali        |
| 19. November 2020 | Deportivo Pereira | 0:2             | Independiente Medellín |
| 19. November 2020 | Cúcuta Deportivo  | 0:3 (W.o.)      | Deportes Tolima        |
| 19. November 2020 | Alianza Petrolera | 2:2 (4:3 i. E.) | Millonarios FC         |
| 25. November 2020 | Real San Andrés   | 1:2 (2:4 i. E.) | Deportivo Pasto        |

## Viertelfinale
| Datum           |                        | Ergebnis        |                   |
| --------------- | ---------------------- | --------------- | ----------------- |
| 13. Januar 2021 | Deportes Quindío       | 2:0             | Alianza Petrolera |
| 13. Januar 2021 | Independiente Medellín | 2:1             | Atlético Junior   |
| 14. Januar 2021 | Deportivo Pasto        | 1:1 (3:1 i. E.) | América de Cali   |
| 21. Januar 2021 | Deportes Tolima        | 2:0             | Atlético Nacional |

## Halbfinale
| Datum           |                  | Ergebnis        |                        |
| --------------- | ---------------- | --------------- | ---------------------- |
| 27. Januar 2021 | Deportes Quindío | 0:1             | Independiente Medellín |
| 28. Januar 2021 | Deportes Tolima  | 1:1 (2:1 i. E.) | Deportivo Pasto        |

## Finale
| Datum            |                        | Ergebnis        |                 |
| ---------------- | ---------------------- | --------------- | --------------- |
| 11. Februar 2021 | Independiente Medellín | 1:1 (5:4 i. E.) | Deportes Tolima |

| Paarung                | Independiente Medellín – Deportes Tolima |
| Ergebnis               | 1:1 (1:0), 5:4 i. E. |
| Datum                  | 11. Februar 2021 um 20:00 Uhr (UTC-5) |
| Stadion                | Estadio Atanasio Girardot, Medellín |
| Zuschauer              | 30 |
| Schiedsrichter         | Jhon Alexander Ospina (Valle del Cauca) |
| Tore                   | 1:0 Matías Mier (20.) 1:1 Anderson Angulo (90.+1') Elfmeterschießen: 0:1 Mosquera 1:1 Mier 1:2 Cataño 2:2 Vuletich Ortiz verschießt 3:2 Castro 3:3 Campaz 4:3 Cadavid 4:4 Gordillo 5:4 Arboleda |
| Independiente Medellín | Andrés Mosquera, Andrés Cadavid, Juan Arboleda, Germán Gutiérrez, Javier Reina (75. Juan Gallego), Matías Mier, James Sanchéz (79. Jaen Pineda), Victor Andrés Moreno, David Loaiza, Robert Harrys (72. Leonardo Castro), Agustín Vuletich Cheftrainer: Hernán Goméz                                           |
| Deportes Tolima        | Álvaro Montero, Sergio Mosquera, Jeison Angulo, Omar Albornoz (65. José Ortiz), Anderson Angulo, Yeison Gordillo, Juan Ríos (65. Juan Nieto), Nilson Castrillón (85. Luis Miranda, 90.+2 William Parra), Jaminton Campaz, Juan Caicedo, Anderson Plata (65. Daniel Cataño) Cheftrainer: Hernán Torres Oliveros |
| Gelbe Karten           | James Sanchéz, David Loaiza, Agustín Vuletich – Anderson Angulo, Yeison Gordillo, Juan Ríos, Sergio Mosquera |

## Torschützenliste
| Rang | Spieler        | Klub              | Tore |
| ---- | -------------- | ----------------- | ---- |
| 1    | Diber Cambindo | Deportes Quindío  | 5    |
| 2    | Wilson España  | Deportes Quindío  | 3    |
|      | Brayan Gil     | Alianza Petrolera | 3    |
| 4    | Yuber Asprilla | Atlético Huila    | 2    |
|      | César Caicedo  | Bogotá FC         | 2    |
|      | Freddy Espinal | Real San Andrés   | 2    |
|      | Luis Gómez     | Leones FC         | 2    |
|      | Jhon González  | Boyacá Chicó      | 2    |